# Sphenotrochus gilchristi
Sphenotrochus gilchristi är en korallart som beskrevs av Gardiner 1904. Sphenotrochus gilchristi ingår i släktet Sphenotrochus och familjen Turbinoliidae.
Artens utbredningsområde är Indiska oceanen. Inga underarter finns listade i Catalogue of Life.